# NGC 1149
NGC 1149 é uma galáxia elíptica (E-S0) localizada na direcção da constelação de Cetus. Possui uma declinação de -00° 18' 32" e uma ascensão recta de 2 horas, 57 minutos e 23,8 segundos.
A galáxia NGC 1149 foi descoberta em 2 de Dezembro de 1880 por Édouard Jean-Marie Stephan.